# Alejandro Felippe Paula
Alejandro Felipe (Jandi) Paula (Curaçao, 2 mei 1937 - aldaar, 13 augustus 2018) was een Curaçaos intellectueel, historicus en politicus namens de NVP/PNP. Hij was premier van de interim regering van de Nederlandse Antillen van 28 december 1993 tot 31 maart 1994.

## Biografie
Jandi Paula groeide op in de wijk Wishi in Willemstad. Hij studeerde in Trinidad & Tobago, Nederland, Dominicaanse Republiek en Italië en specialiseerde zich in slavernijgeschiedenis. Aanvankelijk was hij seminarist en deed in 1962 in Zwolle professie als lid in de orde van Dominicanen. In 1966 promoveerde hij cum laude aan de Pauselijke Universiteit Sint Thomas van Aquino te Rome en verdedigde hij in 1995 een tweede proefschrift over slavenemancipatie op Sint Maarten aan de Universiteit Utrecht.
Van 1969 tot 1989 was hij directeur van het Nationaal Archief van de Nederlandse Antillen. Hij was voorzitter van de onderzoekscommissie naar achtergronden en oorzaken van de onlusten van 30 mei 1969, maar trok zich na twee maanden terug naar aanleiding van bedreigingen uit de hoek van Vitó. Hij doceerde Sociologie, Filosofie en Mensenrechten aan de Universiteit van de Nederlandse Antillen (UNA) van 1990 tot 2000 en was vanaf 1992 hoogleraar. Hij was ook de rector magnificus van de UNA van 1997 tot 2000. Daarnaast gaf hij ook les maatschappijleer op het Kolegio Alejandro Paula, het voormalige Peter Stuyvesant College (PSC), dat in 2011 naar hem vernoemd werd.
Op 19 november 1993 werd een referendum over de staatkundige toekomst van Curaçao gehouden. Met de uitslag die in tegenstelling was tot waar zij zich voor had ingezet, nam premier Maria Liberia-Peters ontslag. Zij werd opgevolgd door Suzy Camelia-Römer. Op 30 november 1993 werd Paula door gouverneur Jaime Saleh benoemd tot formateur van een tussentijds kabinet voor de periode tot de statenverkiezingen van 25 februari 1994. Na een moeizame formatie slaagde hij erin op basis van een regeerakkoord met diverse partijen een regering te vormen, waarbij hij zelf het interim premierschap op zich nam.
Paula werd bij het leven geëerd met een van de grootste pauselijke onderscheidingen, Ridder in de Orde van Sint-Silvester (2004), en was ook Ridder in de Orde van de Nederlandse Leeuw (1995).
Hij was gehuwd en had 2 kinderen.

## Publicaties
Paula is verder bekend van de vele publicaties die hij op zijn naam heeft staan. Hij schreef onder andere de boeken 
- Slavery in a Nutshell (1987),
- Hoofdpunten uit de staatkundige ontwikkeling van de Nederlandse Antillen (1989),
- 1795: De slavenopstand op Curaçao (1994) en
- The Cry of My Life (2005).

Moises Frumencio da Costa Gomez · 
Efraïn Jonckheer · 
Ciro Kroon ·
Gerald Sprockel ·
Ernesto Petronia ·
Ronchi Isa ·
Otto Beaujon · 
Juancho Evertsz · 
Lucina da Costa Gomez-Matheeuws ·
Boy Rozendal ·
Miguel Pourier · 
Don Martina ·
Maria Liberia-Peters · 
Suzy Camelia-Römer ·
Alejandro Felippe Paula · 
Etienne Ys ·
Ben Komproe ·
Mirna Louisa-Godett ·
Emily de Jongh-Elhage